# Grignard (kráter)

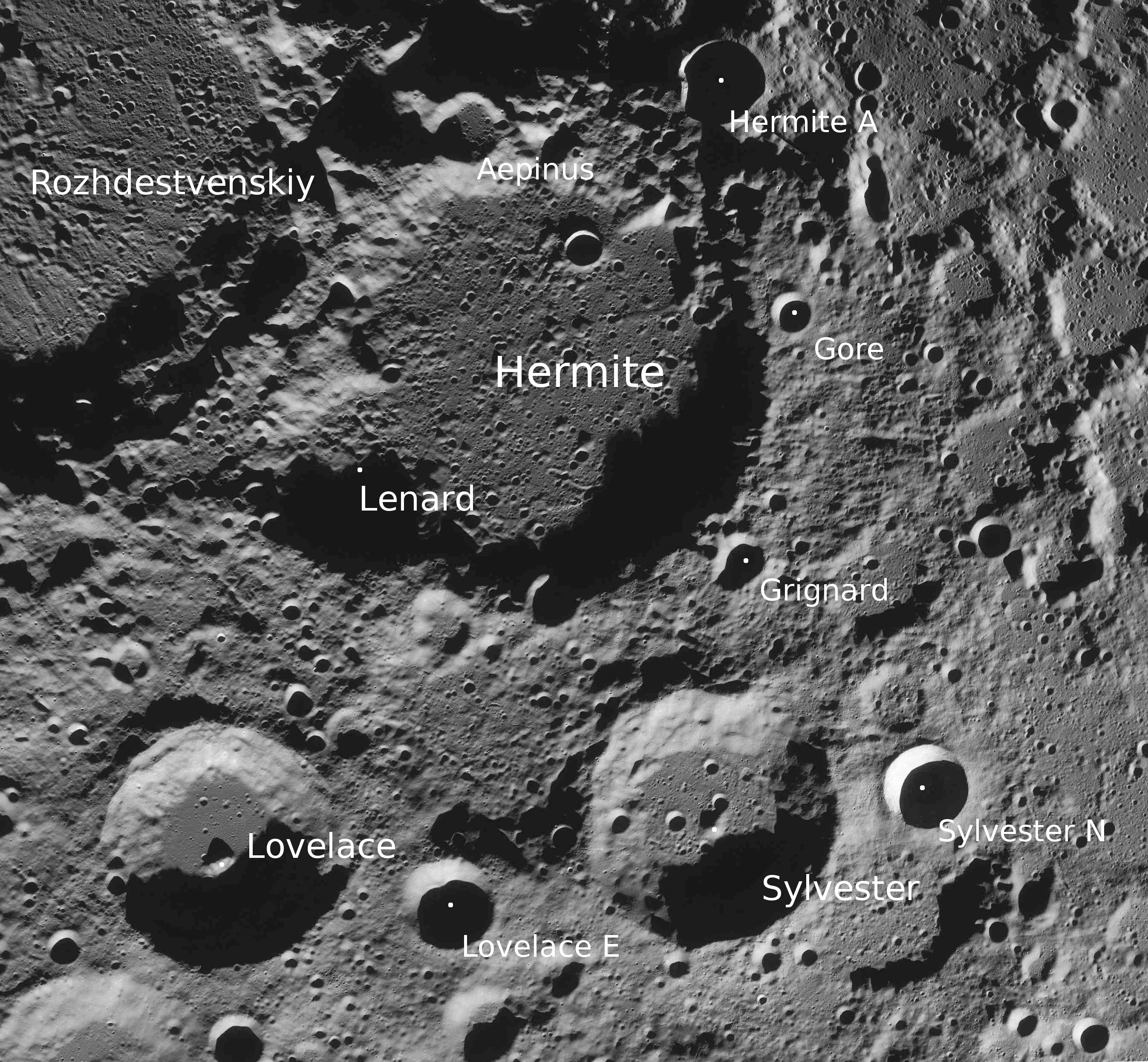
Poloha kráteru Grignard.

Grignard  je malý impaktní kráter nacházející se blízko severního pólu v librační oblasti Měsíce. Vzhledem k jeho poloze na něj dopadá sluneční svit pod nízkým úhlem. Má průměr 13 km a leží blízko jihovýchodního okraje valové roviny Hermite. Severo-severovýchodně od něj leží srovnatelně velký kráter Gore a jižně pak větší Sylvester.

## Název
Pojmenován byl na počest francouzského chemika Victora Grignarda, držitele Nobelovy ceny za chemii. Mezinárodní astronomická unie mu přidělila jméno v roce 2009.